# Sparti Linea
La Sparti Linea è una struttura geologica della superficie di Europa.